# 2016. szeptember 5-i szíriai robbantások
2016. szeptember 5-én több öngyilkos robbantó is egyszerre robbantotta fel magát Szíria több városában. A helyszínek Tartúsz, Homsz, Damaszkusz és Haszaka voltak. Tartúszban egy autóbomba robbant egy tengerparti főúton, mely során több mint 5 ember meghalt. Ezt a környék egyik zsúfolt helyszíne követte, ahol most is rengetegen voltak, mikor egy öngyilkos merénylő végzett magával. Ezután Homsz Zahra kerületében a Hadsereg egyik ellenőrző pontjánál robbantottak fel egy autóbombát, melyben két katona meghalt. Haszakában az Asayish ellenőrző pont közelében egy motorbomba robbant fel, melyben legalább 5 ember meghalt. Ezt nem sokkal később Damaszkuszban, a fővárosban követte egy robbantás. A hírek szerint két robbantás történt az orosz haditengerészet állomásainál is.